# Maison Caron de Beaumarchais
La Maison Caron de Beaumarchais est un ancien hôtel particulier français qui était situé à Paris, entre les nos 2 à 22 de l'actuel boulevard Beaumarchais. Cet hôtel construit en 1787-1788 pour l'écrivain Pierre-Augustin Caron de Beaumarchais fut détruit en 1829 pour le passage du canal Saint-Martin.

## Le site

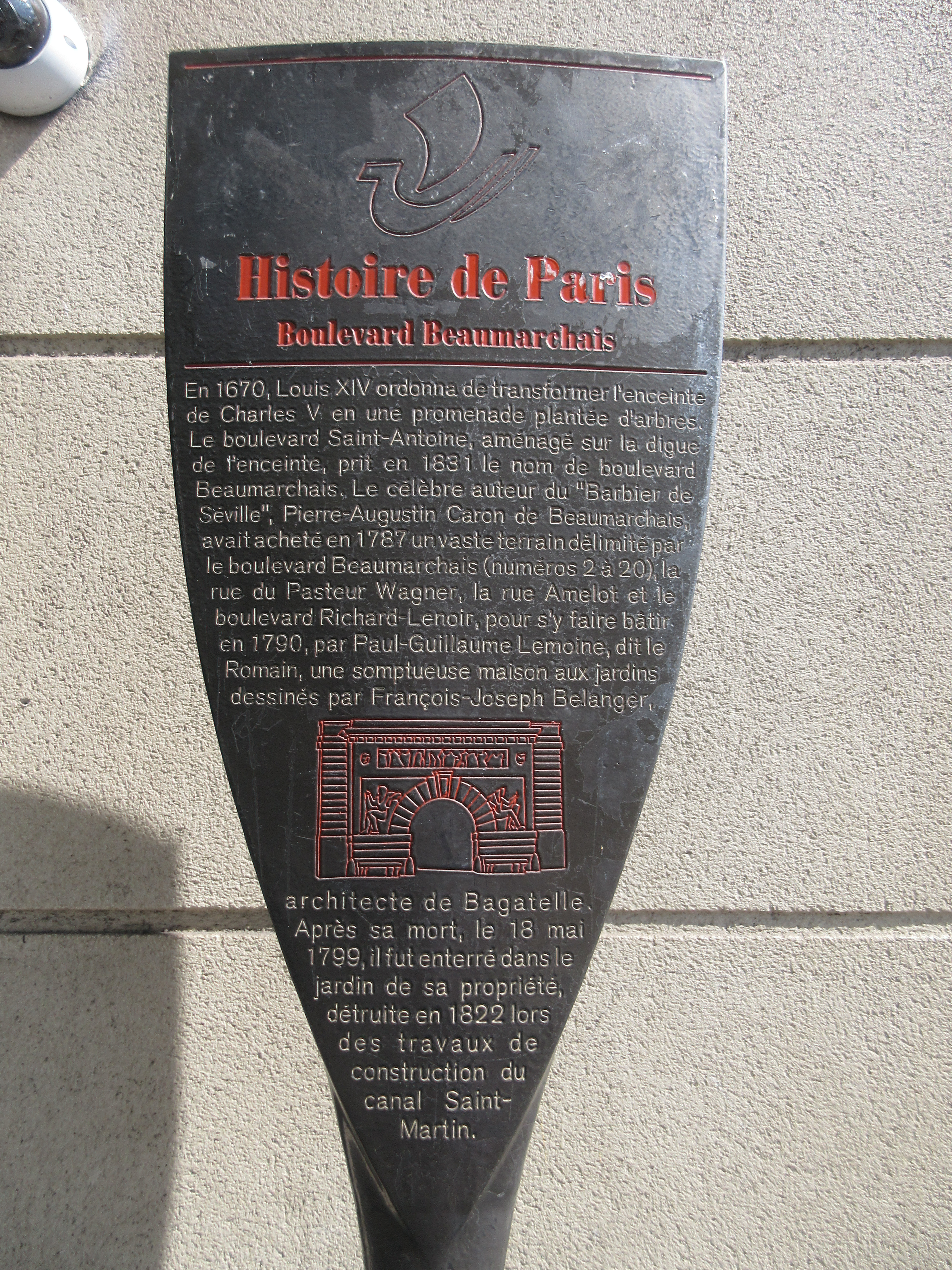
Panneau Histoire de Paris
« Boulevard Beaumarchais »

La maison est édifiée au bord du bastion de la porte Saint-Antoine  construit à partir d’un monticule de gravois de 1553 à 1559 pour améliorer l’enceinte de Charles V au nord de la porte Saint-Antoine face à la Bastille qui fait l'objet à la même époque d'un renforcement de sa protection par la construction du « bastion de la pointe de la Bastille ».
Ce bastion également nommé le « Grand Boulevard » (alors orthographié avec un « t » à « Boulevart ») fut aménagé en promenade après la suppression de l’enceinte en 1670. Cette promenade était longée à l’extérieur par le fossé maintenu de l’ancien rempart, devenu un égout dominé par un chemin de contrescarpe dont le tracé correspond à celui de l’actuelle rue Saint-Sabin. Par lettres patentes de mai 1777, la ville est autorisée à démolir le bastion. Le fossé fut comblé et les terrains furent urbanisés avec prolongement de la rue Amelot jusqu’à la porte Saint-Antoine, laquelle fut détruite, la création de la rue Daval, y compris la partie de cette rue renommée ultérieurement rue du Pasteur-Wagner. La rue Saint-Sabin fut ouverte sur le comblement du fossé et sur le chemin de contrescarpe
La Ville mit en vente par adjudication en 1787 un terrain de 4000 m2 compris dans cet ancien bastion, délimité au sud par la place Saint-Antoine (correspondant à l’extrémité nord de l’actuelle place de Bastille à l’emplacement de l’ancienne porte Saint-Antoine démolie en 1777), à l’ouest par le boulevard Saint-Antoine (actuel boulevard Beaumarchais) en cours de prolongement à cette date du débouché de la rue Jean-Beausire jusqu’à la nouvelle place Saint-Antoine, à l’est par la rue Amelot également prolongée jusqu’à la place Saint-Antoine. Ce terrain s’étendait en longueur jusqu’au niveau de l’actuel no 22 du boulevard Beaumarchais (à mi-chemin entre les débouchés sur le boulevard de la rue Jean-Beausire et de la rue du Pas-de-la-Mule). Ce terrain comprenait une maison et ses dépendances situés au bord de l’ancienne rue des remparts absorbée par le prolongement du boulevard.
Beaumarchais qui résidait non loin à l'hôtel des Ambassadeurs de Hollande, rue Vieille-du-Temple, acquiert ce terrain le 26 juin 1787.

Site
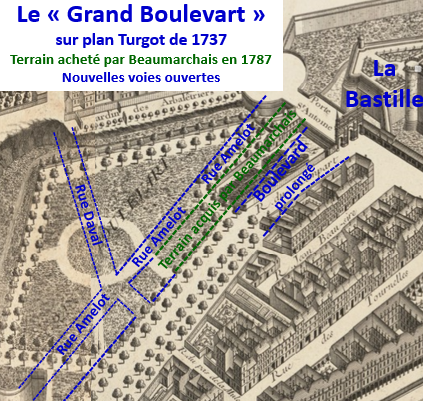
Le "grand boulevart" sur plan Turgot et lotissement des terrains
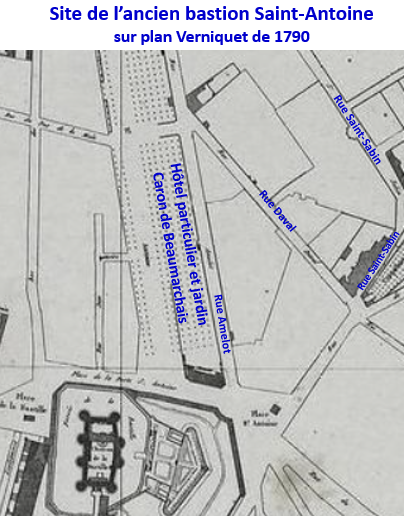
Site de l'ancien bastion avec l'hôtel et le jardin de Beaumarchais sur plan Verniquet de 1790

## La construction de l’hôtel et du jardin
Beaumarchais fit construire de fin 1787 à juin 1788 un hôtel particulier près de l’emplacement de la porte supprimée avec un jardin en longueur sur le reste du terrain.
La maison de deux étages était établie sur la petit côté du terrain en bordure de la nouvelle place Saint-Antoine, en biais par rapport au terrain en longueur. Son orientation était celle du pont qui enjambait le fossé de l’enceinte en avant de la porte Saint-Antoine. Ce pont qui n’était pas perpendiculaire au boulevard et à la rue Amelot fut supprimé en 1777 en même temps que la porte et que le fossé.
La complexité de son plan et son architecture originale et ingénieuse était dues à cette forme irrégulière du terrain. Une cour intérieure circulaire bordée de colonnes portant des arcades donnait sur une aile en hémicycle et sur un portique du côté du jardin.
Beaumarchais y habita en 1790-1791 puis à son retour de Hollande en 1796.

Plans
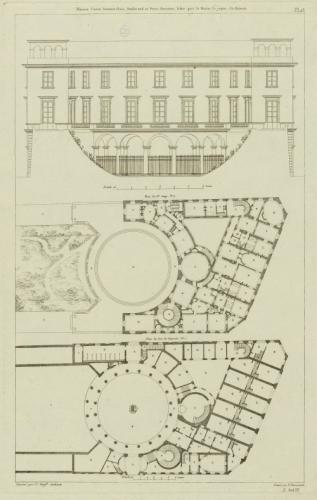
Hôtel Caron de Beaumarchais dessin Ransonnette Pierre Nicolas
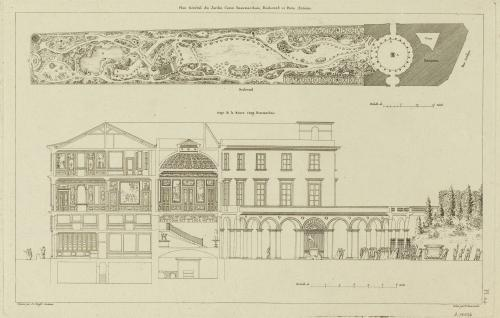
Hôtel Caron de Beaumarchais Plan général

Un jardin en longueur fut aménagé dans un style anglo-chinois par l’architecte François-Joseph Bélanger. Il comportait des fabriques, un petit lac enjambé par un pont chinois, des temples dédiés à Voltaire et à Bacchus.
Ce jardin était ouvert à la visite avec billets d’entrée ou sur invitation personnelle de Beaumarchais telle que celle accordée en ces termes à une demoiselle : « mon jardinet est loin de mériter la faveur de votre visite ; mais tel qu’il est, faites-lui celle de l’embellir ».

Jardin
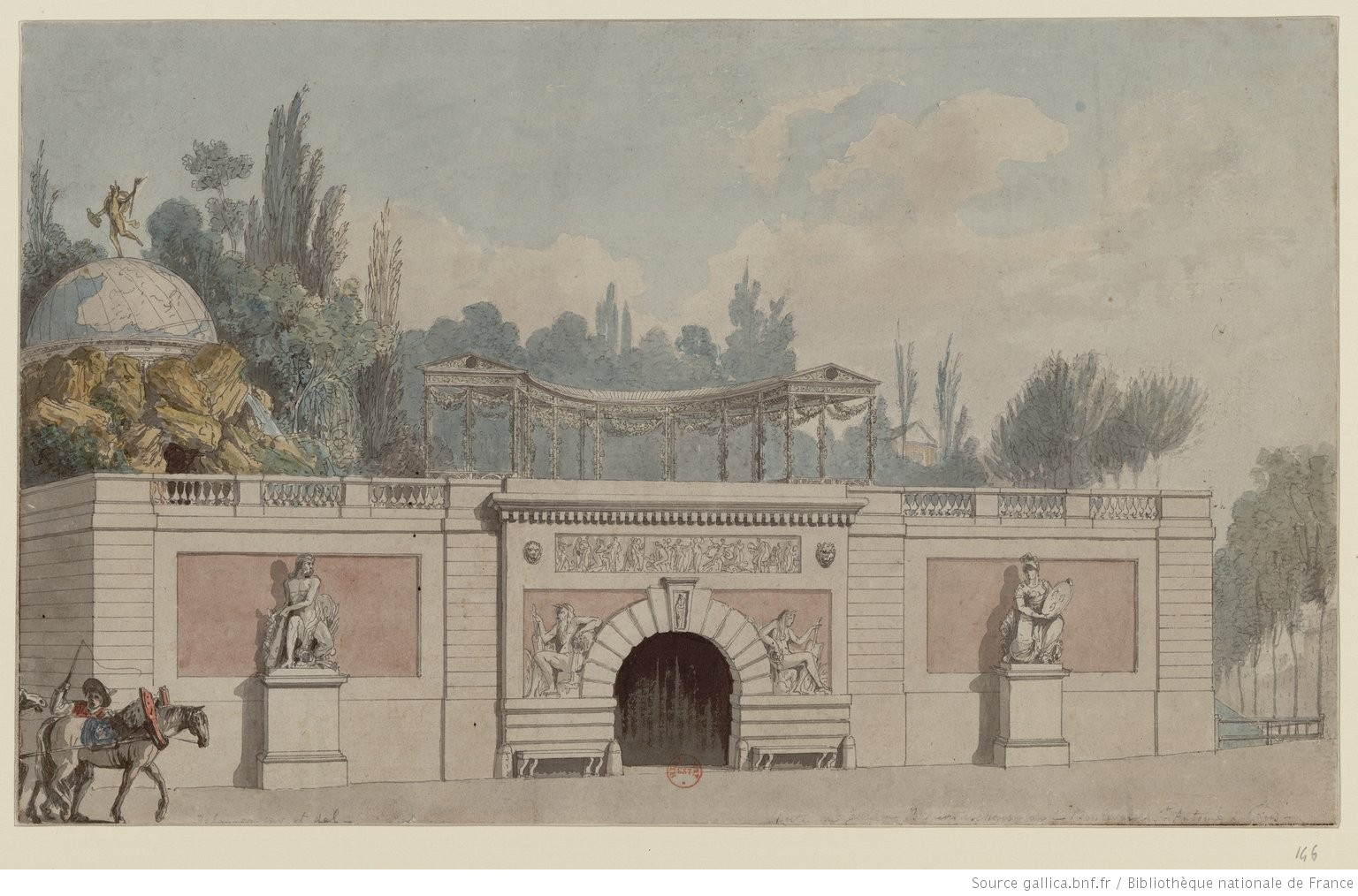
Jardin Beaumarchais
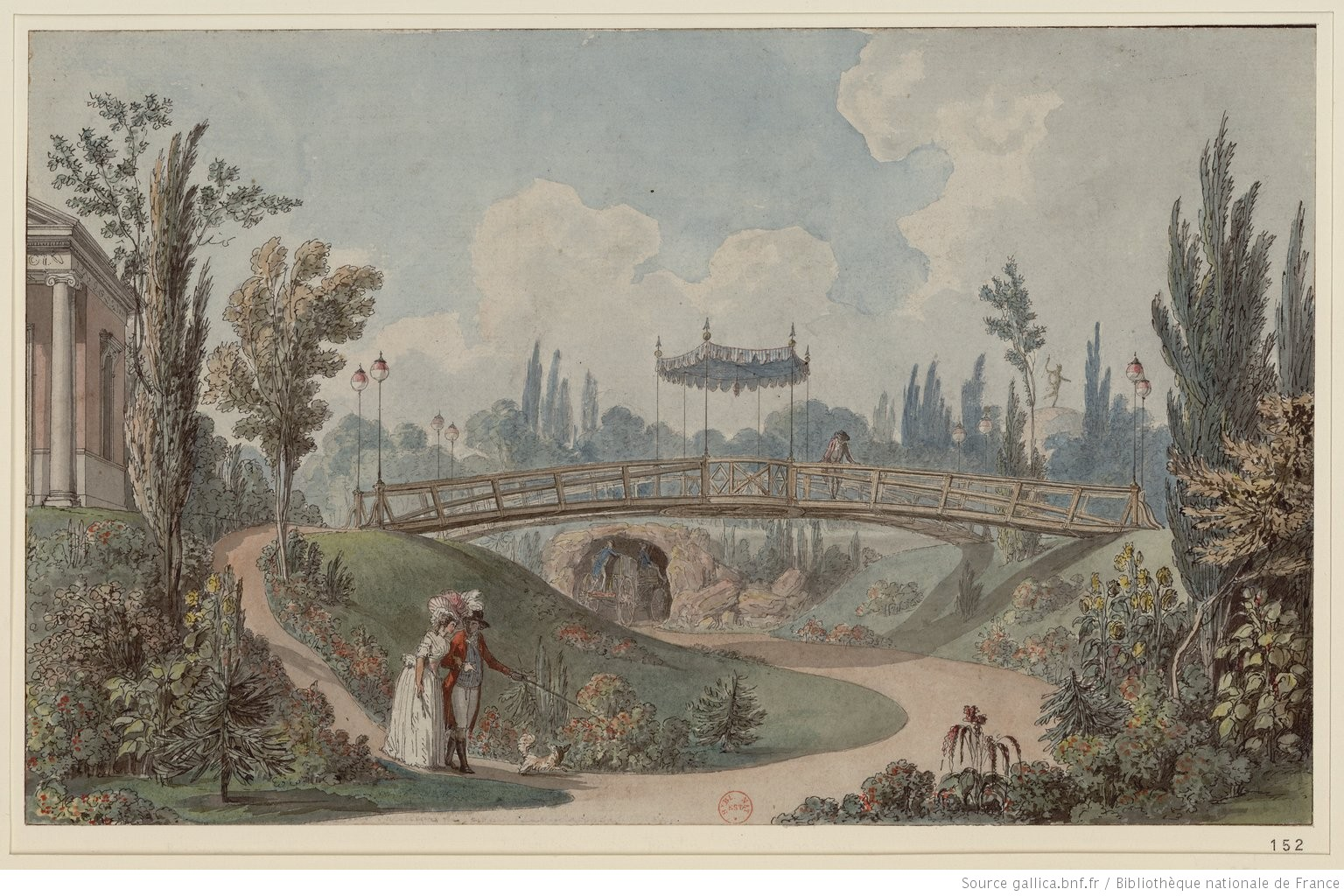
Jardin à l’anglaise

## La disparition
La démolition de la Bastille permet de créer une grande place en face de l’hôtel mais la construction du canal Saint-Martin envisagée dès 1796 à son emplacement entraine sa suppression.
Le terrain fut racheté par la Ville aux héritiers de Beaumarchais le 18 mai 1818. L’hôtel est détruit pour la construction de l’écluse donnant sur la place de la Bastille. Le terrain du jardin est utilisé pour construire un grenier à sel. Un pavillon, vestige de l’ancien jardin, était encore visible vers 1840 au bord du boulevard.
Le grenier à sel est détruit en 1841 et le terrain revendu en 1842. Les immeubles des nos 12 à 22  furent édifiés à son emplacement en 1844, ceux nos 2 à 10 dans les années 1860

Disparition
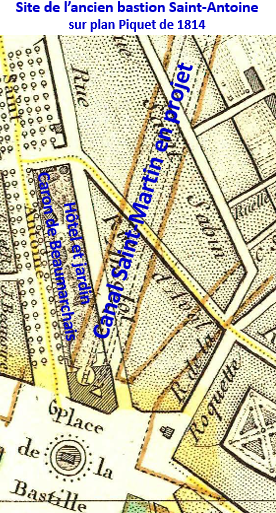
Le jardin et l'hôtel sur plan de 1814 avec le canal projeté
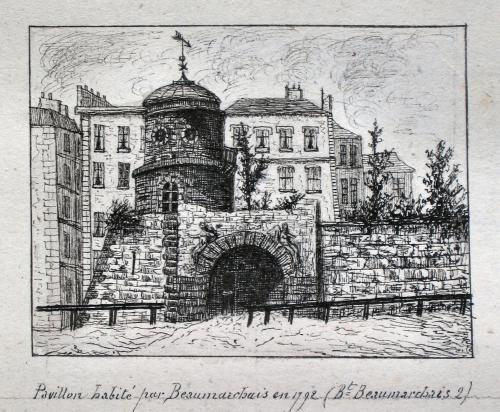
Vestiges d’un pavillon vers 1840